# 2014-es újpesti időközi választás
A 2014-es újpesti időközi választást (időközi országgyűlési képviselő-választás Budapest 11. számú országgyűlési egyéni választókerületében) 2014. november 23-án tartották. Az előrehozott választásra Kiss Péter MSZP-s országgyűlési képviselő halála okán került sor. A választáson a szocialisták jelöltje, Horváth Imre győzött 33,89%-os részvétel mellett, így a parlamenti frakciók tagjainak létszámának arányában nem történt változás.
A Magyar Szocialista Párt 2000 óta először nyert időközi választást (akkor Molnár Albert győzedelmeskedett Székesfehérvárott). A Fidesz – Magyar Polgári Szövetség ezt megelőzően utoljára a 2006-os magyarországi országgyűlési választáson veszített.

## Előzmény
Kiss Péter súlyos betegen indult a 2014-es országgyűlési választáson, melyen 40,67% szavazattal mandátumot szerzett.
Kiss 2014. július 29-én elhunyt, ezért időközi választást kellett tartani.

## Eredmények
Az időközi országgyűlési választáson az alábbi eredmények születtek 33,89%-os részvétel mellett:
| A jelölt neve       | Jelölő szervezet(ek)                    | Szavazat | Arány (%) |
| ------------------- | --------------------------------------- | -------- | --------- |
| Horváth Imre        | Magyar Szocialista Párt                 | 13 338   | 50,54     |
| Hollósi Antal Gábor | Fidesz–KDNP                             | 8 099    | 30,69     |
| Urbán Flórián       | Jobbik Magyarországért Mozgalom         | 2 602    | 9,86      |
| Kanász-Nagy Máté    | Lehet Más a Politika                    | 1 332    | 5,05      |
| Schmuck Andor       | Szociáldemokraták Magyar Polgári Pártja | 671      | 2,54      |
| Janoviczki Imréné   | Magyar Munkáspárt                       | 88       | 0,33      |
| Ács László          | Zöldek Pártja                           | 83       | 0,31      |
| Szepessy Zsolt      | Összefogás Párt                         | 64       | 0,24      |
| Sztojka Gyöngyi     | Független jelölt                        | 45       | 0,17      |
| Tanay Gábor         | Jólét és Szabadság Demokrata Közösség   | 29       | 0,11      |
| Busi Erika          | Független jelölt                        | 23       | 0,09      |
| Galyas István       | Független jelölt                        | 10       | 0,04      |
| Samu Lászlóné       | Független jelölt                        | 6        | 0,02      |

A választási eredmények alapján a választókörzet képviselője Horváth Imre lett.